# Direction de l'émigration et l'immigration (Bénin)
 (mai 2023).
La Direction de l'Émigration et l'Immigration, en abrégé DEI, est une direction technique de la Direction Générale de la Police Républicaine chargée de fournir les titres de voyage et les titres de séjour,. Placée sous l’autorité du Ministère de l'Intérieur et de la Sécurité Publique, la structure s’assure également de faire respecter les lois et règlements régissant le séjour des étrangers au Bénin.
La DEI est dirigée par Roger Mouyadah Tawes, Commissaire Divisionnaire de Police, élu le 3 aout 2022 par décision,.

## Missions et Attributions

### Missions
La Direction de l'Émigration et l'Immigration (Bénin) a pour mission d'assurer :
- le suivi du flux migratoire ;
- la sûreté aéroportuaire et maritime ;
- le contrôle de la régularité du séjour des étrangers au Bénin ;
- la lutte contre l'immigration clandestine ;
- la surveillance, le contrôle et l'exploitation des mouvements migratoires aux frontières, en collaboration avec les autres services compétents.

En 2021, selon le Chef service des frontières de la Direction de l’émigration et de l’immigration,« 504 738 étrangers ont été enregistrés au Bénin dont 2506 personnes se sont fait établir des cartes de séjour » ; cependant, ces chiffres sont partiels car certaines frontières ne sont pas dotées de moyens permettant d'enregistrer les étrangers.
Dans une étude sur les flux migratoires au Bénin, Kofi Benoît Sossou s'appuie sur les données fournies par la Direction de l’Emigration et Immigration, qui lui permettent d'établir qu'il y avait en 2013 au Bénin « 234 241 immigrants, sur une population de 10 008 749 habitants, soit 2% environ, dont 44% sont des femmes ». Toujours grâce aux données de la DEI, ce chercheur montre que «les immigrants asiatiques enregistrés annuellement au Bénin dépassent ceux de l’Afrique de l’ouest entre 2010 et 2018» ; mais ces chiffres peuvent s'expliquer par le fait que les immigrants asiatiques sont enregistrés de manière plus systématique que ceux originaires de l’Afrique de l’ouest.

### Attributions
Les attributions de la DEI consistent entre autres à, :
- délivrer des titres de voyage et des titres de séjour ;
- appliquer les lois ainsi que les règlements régissant l'émigration, l’Immigration et le séjour des étrangers sur le territoire national du Bénin ;
- participer à la lutte contre le terrorisme et la criminalité transfrontalière ;
- coordonner les activités des unités frontalières en matière d’immigration, à l’exception des activités des unités spéciales de surveillance des frontières.

Les services de la Direction de l'Émigration et l'Immigration ont établi en septembre un nouveau système de production de passeports ordinaires biométriques, qui permet d'en émettre 200 000 et non plus 100 000 seulement

## Organisation
La Direction de l'Émigration et l'Immigration (Bénin) se compose de trois services, à savoir ,:
- le service des étrangers chargé du recensement ainsi que du contrôle des étrangers d'une part, et de la délivrance de visas et de carte de résident, d'autre part ;
- le service des titres de voyage animé par 4 sections distinctes ;
- le service des frontières composé des cellules de Lutte contre la fraude documentaire, de Refoulement aux Frontières et de Coopération Internationale Opérationnelle.

La DEI comprend également un secrétariat administratif ainsi qu'un secrétariat particulier.
Roger Tawès a été nommé à la tête de la Direction de l'Émigration et l'Immigration en 2022 ; il était le Porte-parole de la police républicaine. Il occupe le poste laissé vacant par son prédécesseur, impliqué dans un scandale de faux passeports,,,.

## Dysfonctionnements
En 2021 l'affaire des faux passeports impliquant le Directeur révèle des dysfonctionnements, notamment des problèmes de corruption et l'existence d'un "marché" de la nationalité béninoise, que les agents de la DEI vendent à des étrangers, en l'occurrence (en 2021) à des Camerounais qui avaient fourni de faux actes de naissance béninois. Le Directeur de l'Emigration et de l'immigration s'était vu confier par la police six faussaires qu'il aurait, selon RFI, relâchés.

## Siège
Le siège de la Direction de l'Émigration et l'Immigration au Bénin se trouve à Cotonou, dans le quartier Zongo Nima.